# Boboveț, Dobrici
Boboveț (în bulgară Бобовец, în română Veischioi) este un sat în comuna Balcik, regiunea Dobrici, Dobrogea de Sud, Bulgaria. 
Între anii 1913-1940 a făcut parte din plasa Balcic a județului Caliacra, România.

## Demografie
Componența etnică a satului Boboveț
     Bulgari (5,49%)
     Romi (24,17%)
     Turci (25,27%)
     Nicio identificare (36,26%)
     Altele (8,79%)
La recensământul din 2011, populația satului Boboveț era de 91 locuitori. Nu există o etnie majoritară, locuitorii fiind turci (25,27%), romi (24,17%) și bulgari (5,49%). Pentru 36,26% din locuitori nu este cunoscută apartenența etnică.